# Халітова Мерзіє Ібрагимівна
Халі́това Мерзіє́ Ібраги́мівна (5 червня 1956, Янгіюль, Узбекистан) — кримськотатарська композиторка. Член Спілки композиторів СРСР (1986), член Спілки композиторів України (1993). Лауреат Премії АР Крим (2000), Премії імені М. В. Лисенка (2003), Премії імені Бориса Лятошинського (2014).

## Біографія
Народилася 5 червня 1956 в м. Янгіюль (Узбекистан). ЇЇ мати викладала в школі географію, батько — економіст-плановик. У 1982 році закінчила Ташкентську державну консерваторію по класу композиції Мірсадика Таджієва і Георгія Мушеля. По закінченні викладала композицію в спеціальній музичній школі при консерваторії.
1993 року М. Халітова переїхала в Крим, викладала композицію в Сімферопольському музичному училищі, працювала музичним редактором на Кримському державному телебаченні. Підготувала ряд програм про історію народних інструментів, творчість відомих музичних діячів, таких, як Яя Шерфедінов, Ільяс Бахшиш, Едем Налбандов.
Перший її авторський концерт пройшов у Сімферополі в 1995 році, а в 1999 — другий. Композиторка була учасницею багатьох міжнародних фестивалів.

## Творчість
Основні твори:
- симфонія для великого симфонічного оркестру «Відродження», присвячена видатному мислителю і просвітителю кримськотатарського народу І. Гаспринському
- симфонічна поема «Хатира» («Пам'ять»)
- увертюра-фантазія, балетна сюїта «Арзи»
- симфонія для камерного оркестру
- «Епітафія» для віолончелі і струнного оркестру пам'яті М. Таджієва
- концерт для оркестру «Намисто міст Криму» у 4-х частинах
- поема-спогад для скрипки і фортепіано
- соната для альта соло
- соната-фантазія для фортепіано
- концертне капричіо для скрипки з оркестром
- «Бешуйський пейзаж» для флейти і фортепіано

За великий внесок в українську музичну культуру нагороджена Премією імені Миколи Лисенка (2003) та Премією імені Бориса Лятошинського (2014).